# Abreulândia
Abreulândia es un municipio brasileño del estado del Tocantins. Su población estimada en 2004 era de 2.311 habitantes.